# Mathias Dahlgren (restaurang)

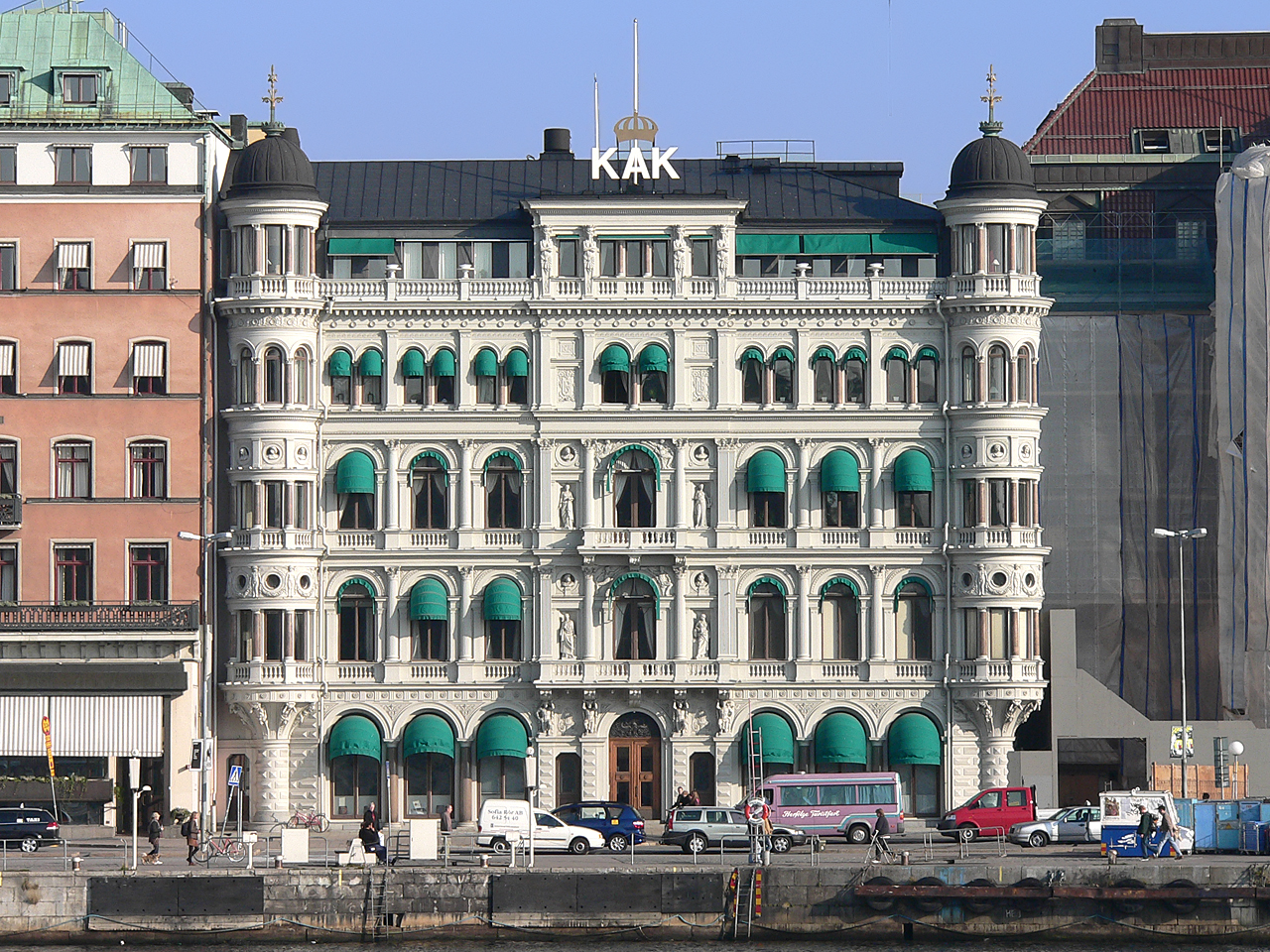
Restaurang Mathias Dahlgren i Bolinderska palatset

Mathias Dahlgren var en exklusiv restaurang som öppnades 2007 av stjärnkocken med samma namn, Mathias Dahlgren, belägen i Grand Hôtel i Stockholm, i Bolinderska palatsets bottenvåning. 
Restaurangen bestod av två delar: Matsalen, som var den exklusivare delen, och Matbaren med något enklare utförande. Båda designades av inredningsarkitekten Ilse Crawford.
Matsalen stängde 22 december 2016 för att ge plats för ett nytt koncept.

## Utmärkelser
Sedan 2009 innehar restaurangen (Matsalen-delen) två stjärnor i den prestigefyllda Guide Michelin, och Matbaren en Michelin-stjärna. 2008 fick restaurangen en Michelin-stjärna med tillägget Rising Star vilken innebar en chans att nå en andra stjärna, vilket också blev fallet året efter.
Såväl Matsalen som Matbaren har vunnit Gulddraken 2008 i kategorierna Lyx respektive Mellan.